# Polia (wormengeslacht)
Polia is de naam die in 1825 door Stefano Delle Chiaje werd gegeven aan een groep snoerwormen (Nemertea) in de rang van geslacht. De naam is een junior homoniem van Polia Ochsenheimer, 1816, en wordt niet geaccepteerd. De typsesoort, Polia delineatus, wordt nu in het geslacht Baseodiscus geplaatst.

## Namen in deze groep en hun geaccepteerde combinatie of synoniem
- Polia delineata - geaccepteerde naam: Baseodiscus delineatus (Delle Chiaje, 1825)
- Polia minor - geaccepteerde naam: Baseodiscus minor (Hubrecht, 1879)

Niet in Baseodiscus
- Polia affinis - geaccepteerde naam: Micrura affinis (Stimpson, 1854)
- Polia antonina - geaccepteerde naam: Tetranemertes antonina (Quatrefages, 1846)
- Polia armata - geaccepteerde naam: Tetrastemma quatrefagesi (Bürger, 1904)
- Polia aurita - geaccepteerde naam: Ototyphlonemertes aurita (Ulyanina, 1870)
- Polia baculus - geaccepteerde naam: Tetrastemma baculus (Quatrefages, 1846)
- Polia bilineata - geaccepteerde naam: Lineus kennelii Bürger, 1892
- Polia bivittata - geaccepteerde naam: Nemertopsis bivittata (Delle Chiaje, 1841)
- Polia caeca Chapuis, 1886 - status onduidelijk
- Polia canescens - geaccepteerde naam: Amphiporus canescens (Leuckart, 1849), nomen dubium
- Polia capitata - geaccepteerde naam: Tetrastemma candidum (Müller, 1774)
- Polia crucigera - geaccepteerde naam: Tubulanus annulatus (Montagu, 1804)
- Polia filum Quatrefages, 1846 - geaccepteerde naam: Cephalothrix rufifrons (Johnston, 1837)
- Polia fumosa - geaccepteerde naam: Prosorhochmus claparedii Keferstein, 1862
- Polia geniculata - geaccepteerde naam: Notospermus geniculatus (Delle Chiaje, 1828)
- Polia grisea - geaccepteerde naam: Amphiporus griseus (Stimpson, 1855)
- Polia grubei - geaccepteerde naam: Amphiporus grubei (Diesing, 1850), nomen dubium
- Polia humilis - geaccepteerde naam: Tetrastemma humilis (Quatrefages, 1846)
- Polia purpurea Quatrefages, 1846 - status onduidelijk
- Polia quadrioculata - geaccepteerde naam: Tetrastemma candidum (Müller, 1774)
- Polia rhomboidalis - geaccepteerde naam: Amphiporus rhomboidalis (Stimpson, 1855)
- Polia rosea - geaccepteerde naam: Cerebratulus roseus (Delle Chiaje, 1841)
- Polia sanguirubra - geaccepteerde naam: Tetrastemma flavidum Ehrenberg, 1828
- Polia tetrophthalma - geaccepteerde naam: Tetrastemma flavidum Ehrenberg, 1828
- Polia vermiculata - geaccepteerde naam: Tetrastemma vermiculus (Quatrefages, 1846)
- Polia vermiculus - geaccepteerde naam: Tetrastemma vermiculus (Quatrefages, 1846)